# Longuyon

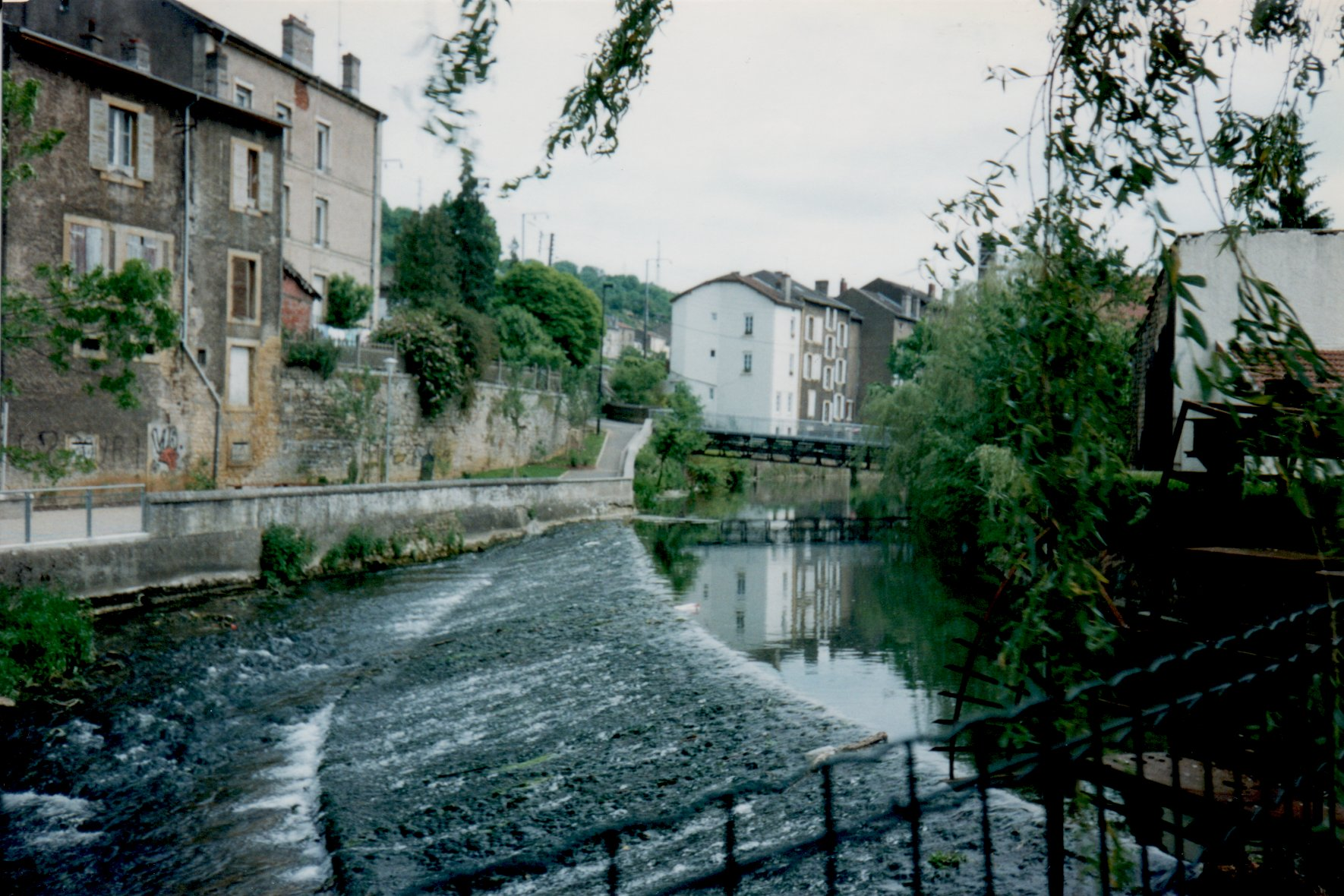
Il fiume Crusnes a Longuyon.

Longuyon è un comune francese di 5 721 abitanti situato nel dipartimento della Meurthe e Mosella nella regione del Grand Est. È gemellato con il comune di Limana.

## Geografia
Longuyon sorge alla confluenza del fiume Crusnes nel Chiers, a 18 km a sud-ovest da Longwy.

## Storia
Fu menzionata per la prima volta in un documento del 634. 
Il 24 agosto 1914, nelle prime settimane della prima guerra mondiale, Longuyon fu conquistata e devastata dall'esercito tedesco. Durante il saccheggio i tedeschi uccisero 86 civili.

## Monumenti e luoghi d'interesse
- Chiesa di Sant'Agata

## Società

### Evoluzione demografica
Abitanti censiti

## Infrastrutture e trasporti

### Ferrovie
Longuyon è servita da una propria stazione posta lungo la linea Mohon-Thionville che è anche capolinea delle linee per Pagny-sur-Moselle e Mont-Saint-Martin.